# Vilarinho de São Romão
Vilarinho de São Romão é uma povoação portuguesa sede da Freguesia de Vilarinho de São Romão do Município de Sabrosa, freguesia com 6,27 km² de área e 237 habitantes (censo de 2021), tendo, por isso, uma densidade populacional de 37,8 hab./km².

## Demografia
A população registada nos censos foi:
| Distribuição da População por Grupos Etários | Distribuição da População por Grupos Etários | Distribuição da População por Grupos Etários | Distribuição da População por Grupos Etários | Distribuição da População por Grupos Etários |
| -------------------------------------------- | -------------------------------------------- | -------------------------------------------- | -------------------------------------------- | -------------------------------------------- |
| Ano                                          | 0-14 Anos                                    | 15-24 Anos                                   | 25-64 Anos                                   | > 65 Anos                                    |
| 2001                                         | 61                                           | 49                                           | 167                                          | 84                                           |
| 2011                                         | 38                                           | 32                                           | 140                                          | 84                                           |
| 2021                                         | 17                                           | 20                                           | 124                                          | 76                                           |

## Património
- Igreja Paroquial de Vilarinho de São Romão;
- Capela da Senhora de Onofre da Cruz, em Vilarinho;
- Capela de Santo Amaro, na Paradelinha;
- Marco Granítico N.º 44;
- Marco Granítico N.º 45;
- Marco Granítico N.º 46.

## Personalidades ilustres
- Visconde de Vilarinho de São Romão.